# اسنو (پیام‌رسان)
اسنو (انگلیسی: Snow) یک پیام‌رسان چندرسانه‌ای است.